# Pseudexostoma
Pseudexostoma (Псевдексостома) — рід риб триби Glyptosternina з підродини Glyptosterninae родини Sisoridae ряду сомоподібні. Має 2 види. Наукова назва pseudes, тобто «несправжній», exo — «поза» (чимось), та stoma — «рот».

## Опис
Загальна довжина представників цього роду коливається від 10 до 15 см. Голова широка, сильно сплощена зверху. Очі маленькі, овальні. Губи товсті, м'ясисті. Позаду губ присутня безперервна канавка. Є 4 пари вусів. Рот помірного розміру. Нижня щелепа трохи довша за верхню. Зуби на обох щелепах розташовано у 2 рядки: перший рядок — лопатоподібні, другий — конічні. Зяброві отвори вузькі, не сягають нижньої частини голови. Тулуб подовжений, сплощений. Шкіра на спині та з боків гладенька, на череві — горбкувата. Бічна лінія суцільна. Спинний плавець з короткою основою, з 1 жорстким променем. Жировий плавець довгий. Грудні плавці мають 16-18 розгалужених променів. Черевні плавці з 3-5 розгалуженими променями. Під ними є пластинки, де є клейовий апарат. Хвостовий плавець з виїмкою.
Забарвлення коливається від сірого до чорного. Черево зазвичай сіро-жовте.

## Спосіб життя
Біологія вивчена недостатньо. Це демерсальні риби. Воліють до прісних водойм. Зустрічаються у швидких річках. Активні у присмерку та вночі. Живляться дрібними водними організмами.

## Розповсюдження
Є ендеміками Китаю — мешкають у верхів'ях річок Салуїн та Іраваді.

## Види
- Pseudexostoma brachysoma
- Pseudexostoma yunnanensis